# 純熙
純熙（原預定於1174年啟用）是宋孝宗趙昚擬用的年号，然而未及正式改元即被取消。

## 改元争议
乾道九年（1173年），宋孝宗認為「乾道」之年號已經使用了九年，應該更換新的年號。十一月初九日戊戊，這一天正好是冬至，宋孝宗詔告天下，決定於隔年的正月一日改元純熙元年。該年號名稱出自《詩經》，「純」有大的含義，「熙」作光明解，「純熙」意為大光明；含義為志在恢復中原，安定天下，反映了南宋抗金派志在恢復中原的心願，時任贛州知州的洪邁還獻文頌賀擁贊新年號。當時南宋朝野都很清楚宋軍軍力尚弱，北伐時機還沒有到，不宜在此時刺激北方的金朝，所以四川宣撫使虞允文的幕僚李舜臣見到詔文後，對虞允文表示，「純熙」乃是歌頌周武王克商的功績，不適合用作年號，建議虞允文密奏朝廷改換年號。也有一說「純」字偏旁為「屯」字，在《說文》有困頓、艱難的意思。之後中書省及門下省建言孝宗從太宗的年號淳化、雍熙各取一字，年號改為「淳熙」，亦能體仰孝宗「取法祖宗之意」，宋孝宗同意。十一月十五日甲辰，宋孝宗再次下詔，隔年的年號由純熙更改為淳熙。從詔文公告開始到更換年號名稱，前後歷時六天。

## 典故出處
來自《詩經·周頌·酌》：「於鑠王師，遵養時晦。時純熙矣，是用大介。」

## 改元
- 乾道九年——十一月九日，定明年年號純熙；十一月十五日，更改明年年號為淳熙[2][4][9][3][4][10]。

## 軼事
1985年夏季，京杭大运河的江蘇高郵河段進行拓浚工程途中，在御碼頭附近出土一批宋朝鐵錢和部分銅錢，其中幾枚「純熙元寶」背「同」小平鐵錢，是十一月初九日到十一月十五日期間由舒州同安監鑄造。由於鑄量稀少，此古錢在中國大陸相當罕見，曾在中國嘉德2008春拍古錢幣專場中拍出過高價。